# Croton viminalis
Espèce
Croton viminalis est une espèce de plantes à fleurs du genre Croton et de la famille des Euphorbiaceae, présente dans l'est de Cuba.
Elle a pour synonymes :
- Croton tropidophyllus, Urb., 1924
- Croton yunquensis, Griseb., 1865
- Oxydectes viminalis (Griseb.) Kuntze
- Oxydectes yunquensis (Griseb.) Kuntze